# Хазом, Хазом
Хазом Хазом (ивр. חזום חזום‎, 1948 — 4 октября 2024, Тель-Авив) — израильский футболист, игравший на позиции полузащитника в нескольких командах. В первую очередь его ассоциируют с футбольным клубом «Хапоэль Петах-Тиква», где он играл в конце 1960-х и начале 1970-х годов, а также с футбольным клубом «Хапоэль Йехуд», где он провёл около семи сезонов и внёс вклад в победу клуба в Кубке Израиля (IFA) в сезоне 1981/82.

## Карьера
Хазом родился в 1948 году и начал играть за молодёжную команду «Хапоэль Петах-Тиква» в середине 1950-х годов. В 1966 году, в возрасте 17 лет, он перешёл в основную команду. Хазом играл на позиции полузащитника за основную команду «Хапоэль» из Петах-Тиквы, способствуя успеху клуба, занявшего второе место в сезоне 1965/66 Лиги Леумит и в двойном сезоне 1966/68 Лиги Леумит (чемпионате Израиля по футболу). В этот период клуб переживал свой золотой век и считался сильным, хотя и не завоевал крупных титулов. Позднее он отыграл один сезон за «Хапоэль Рамат-Ган», а затем вернулся в «Хапоэль Петах-Тиква» на полсезона.
В 1972 году Хазом решил покинуть Израиль, чтобы играть за «Гримстоун Коллинз» в Южной Африке. В 1973 году он ненадолго вернулся в Армию обороны Израиля (ЦАХАЛ) и служил танкистом во время Войны Судного дня. После этого он выступал за несколько других команд в Южной Африке, прежде чем вернуться, чтобы играть за ФК «Хапоэль Йехуд», который в то время выступал в Лиге Леумит.
В 1982 году Хазом помог «Хапоэль Йехуд» завоевать свой первый и единственный на сегодняшний день титул — Кубок Израиля в сезоне 1981/82. В 1984 году он перешёл в «Маккаби Лазарус» (Холон), где боролся за выход из Лиги Алеф в Национальную лигу (тогда это был второй дивизион израильского футбола). Однако в 1985 году он вернулся в «Хапоэль Йехуд». Позже, в конце 1990-х, он играл за более мелкие команды из низших лиг, такие как «Гиват Шмуэль» в 1990 году, прежде чем уйти из профессионального футбола.
Хазом умер 4 октября 2024 года в возрасте 76 лет в Тель-Авивском медицинском центре имени Сураски.